# Giuseppe Piazzi
Giuseppe Piazzi (Ponte in Valtellina, 7 de julio de 1746 - Nápoles, 22 de julio de 1826) fue un astrónomo, sacerdote y religioso teatino italiano, conocido por ser el descubridor de Ceres y el fundador del observatorio astronómico de Palermo.

## Vida y obra
Formación
Piazzi se hizo sacerdote teatino hacia 1764. Fue nombrado profesor de teología en Roma en 1779 (donde fue compañero de Chiaramonti, posteriormente nombrado papa Pío VII), y en 1780 fue nombrado profesor de matemáticas superiores en la Academia de Palermo.
Observatorio Astronómico de Palermo

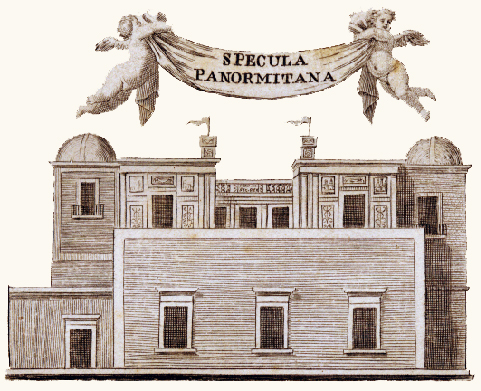
Observatorio de Palermo (hacia 1804)

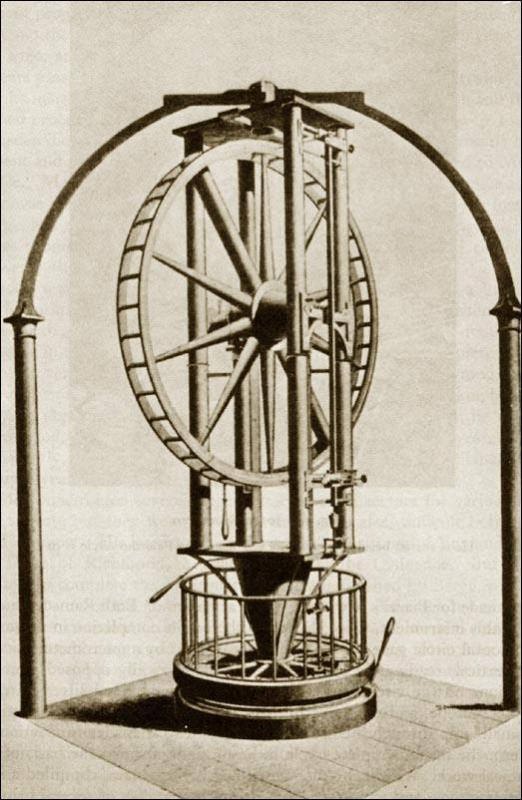
Telescopio fabricado por Ramsden, con el que Piazzi descubrió Ceres en 1801

Más tarde, con la ayuda del virrey de Sicilia Francesco d'Aquino, fundó el Observatorio de Palermo. Las observaciones se iniciaron en mayo de 1791, y los primeros informes se publicaron ya en 1792. Contaba con instrumentos fabricados por el prestigioso constructor inglés Jesse Ramsden, como el telescopio de círculo vertical con el que se descubrió Ceres. Pronto fue capaz de corregir los errores en la estimación de la oblicuidad de la eclíptica, de la aberración de la luz, de la duración del año trópico, y de la paralaje de las estrellas fijas. Allí confeccionó su gran catálogo estelar; descubrió Ceres; demostró que la mayoría de las estrellas están en movimiento respecto al Sol; y observó el elevado desplazamiento propio de la importante estrella doble 61 Cygni.
Descubrimiento de Ceres

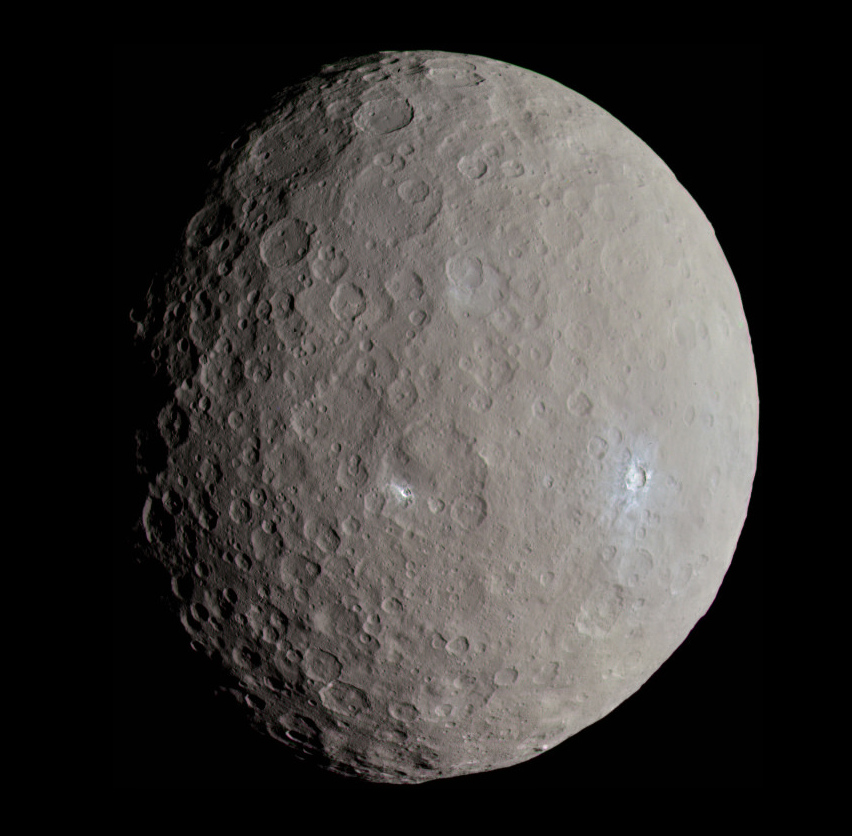
Ceres fotografiado desde la sonda Dawn

El 1 de enero de 1801 avistó un objeto sideral que se desplazaba sobre el fondo de estrellas: su movimiento era retrógrado primero y directo después, de modo que pensó que era un nuevo planeta. En la carta remitida a su amigo Barnaba Oriano, de Milán, así lo indicaba aunque cuando escribió a Joseph Lalande (en París) y a Johann Elert Bode (en Berlín) no quiso arriesgarse: les anunció el descubrimiento de un nuevo "cometa".
Piazzi lo bautizó con el nombre de Ceres Ferdinandea, por la diosa griega y siciliana, y por el rey Fernando IV de Nápoles y Sicilia. Más adelante, el Ferdinandea se eliminó por razones políticas. Ceres resultó ser el primer asteroide que se observaba del cinturón de asteroides, el de mayor tamaño conocido, hoy recategorizado como planeta enano, de acuerdo a la asamblea de la Unión Astronómica Internacional de agosto del 2006.
Pocas semanas después se perdió en el resplandor solar del ocaso: basándose en las pocas observaciones disponibles Gauss creó una herramienta matemática nueva, con la cual pudo predecir la posición del asteroide; meses más tarde se recuperaba nuevamente Ceres.
A los pocos días William Herschel con su gran reflector utilizando elevados aumentos, determinaba el diámetro micrométrico del cuerpo y —basándose en la distancia (determinada por el cálculo orbital de Gauss)— el tamaño real del mismo: en torno a 260 km. Si era un planeta, era demasiado pequeño; en marzo de 1803 un nuevo "planeta" (más tarde asteroide, nombre sugerido por Herschel) se sumaba a la lista al descubrir Heinrich Olbers el diminuto Palas. Para recompensarle, el rey propuso acuñar una medalla conmemorativa de oro con la efigie del astrónomo, pero Piazzi prefirió solicitar el privilegio de poder utilizar su recompensa para mejorar el instrumental del observatorio con un telescopio ecuatorial.
Catálogos estelares
Piazzi se dedicó durante mucho tiempo a elaborar un catálogo de estrellas, hoy en desuso, que presentaba la posición exacta de algunos miles de ellas (en 1803, un primer catálogo con 6784 estrellas y en 1814 el segundo, con 7646, ambos galardonados por el Instituto de Francia); pronto sería superado por el de Friedrich Bessel primero (con unas 75 000 estrellas) y por el de Friedrich Argelander después (con más de 259 000).
Otros cargos
En 1812 recibió el encargo de reformar los pesos y medidas de Sicilia, de acuerdo con el sistema métrico. En 1817 como director general de los observatorios de las Dos Sicilias, fue encargado de los planes del nuevo observatorio que Murat estaba estableciendo en Nápoles. Entre otras muchas actividades científicas, fue miembro de las Academias de Nápoles, Turín, Gotinga, Berlín y San Petersburgo; y asociado extranjero del Instituto de Milán.

## Principales publicaciones

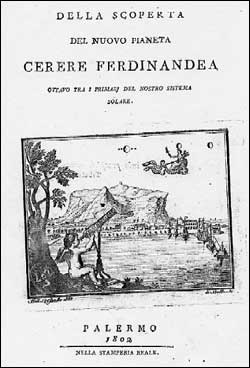
Cubierta del libro de Piazzi Della scoperta del nuovo pianeta Cerere Ferdinandea.

Además de sus informes y artículos enviados a diversas academias y universidades, pueden citarse los siguientes (en italiano):
- "Della specula astronomica di Palermo libri quatro" (Palermo, 1792)
- "Sull' orologio Italiano e l'Europeo" (Palermo, 1798)
- "Della scoperta del nuovo planeta Cerere Ferdinandea" (Palermo, 1802)
- "Præcipuarum stellarum inerrantium positiones mediæ ineunte seculo XIX ex obsrvationibus habitis in specula Panormitana at 1793 ad 1802" (Palermo, 1803, 1814)
- "Codice metrico siculo" (Catane, 1812)
- "Lezioni di astronomia" (Palermo, 1817; tr. Westphal, Berlin, 1822)
- "Raggnaglio dal reale osservatorio d'Napoli" (Naples, 1821)

## Reconocimientos y honores
- El cráter lunar Piazzi lleva su nombre.[6]
- El asteroide (1000) Piazzia, descubierto en 1923,  también recibió su nombre en honor del astrónomo.[7]
- El segundo nombre (Piazzi) del británico y también astrónomo Charles Piazzi Smyth fue un homenaje del padre de Charles al astrónomo italiano, del que era amigo.[8]